# Baron Nunburnholme

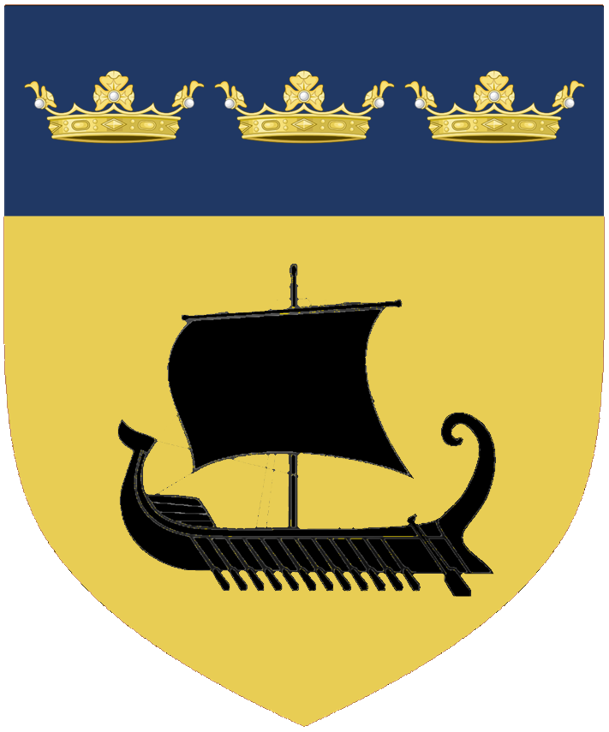
Wappen der Barone Nunburnholme

Baron Nunburnholme, of the City of Kingston-upon-Hull, ist ein erblicher britischer Adelstitel in der Peerage of the United Kingdom.
Der Titel wurde am 21. Januar 1957 für den liberalen Unterhausabgeordneten Charles Wilson geschaffen. Heutiger Titelinhaber ist seit 2000 dessen Ur-urenkel als 6. Baron.

## Liste der Barone Nunburnholme (1906)
- Charles Wilson, 1. Baron Nunburnholme (1833–1907)
- Charles Wilson, 2. Baron Nunburnholme (1875–1924)
- Charles Wilson, 3. Baron Nunburnholme (1904–1974)
- Ben Wilson, 4. Baron Nunburnholme (1928–1998)
- Charles Wilson, 5. Baron Nunburnholme (1935–2000)
- Stephen Wilson, 6. Baron Nunburnholme (* 1973)

Titelerbe (Heir Apparent) ist der Sohn des aktuellen Titelinhabers, Hon. Charles Wilson (* 2002).